# فیطرون
فیطرون (به عربی: فیطرون) یک منطقهٔ مسکونی در لبنان است که در استان جبل لبنان واقع شده‌است.